# Solberga, Kungälvs kommun
Solberga är ett samhälle i Kungälvs kommun och kyrkbyn i Solberga socken i Bohuslän. Orten ligger två kilometer väster om tätorten Kode och drygt en mil nordväst om centralorten Kungälv. 
Solberga kyrka ligger i orten.

## Administrativ historik
Bebyggelsen klassades av SCB från 1995 till 2010 som en småort. 2015 räknades den som en tätort där områden väster om Solberga ingick. 2018 upphörde tätorten då avståenden mellan några hus blivit för stort och den central bebyggelsen bildade en småort och området västerut småorten Vallby. Tätorten hade 2015 224 invånare på 74 hektar.